# خوان کارلوس زابالا
خوان کارلوس زابالا (انگلیسی: Juan Carlos Zabala؛ ۱۱ اکتبر ۱۹۱۱ – ۲۴ ژانویه ۱۹۸۳) دونده ماراتن و دونده دو استقامت اهل آرژانتین بود.
از افتخارات وی می‌توان به کسب مدال طلا دو ماراتن در بازی‌های المپیک تابستانی ۱۹۳۲ اشاره کرد.